# Procerea misakiensis
Procerea misakiensis är en ringmaskart som först beskrevs av Imajima 1966.  Procerea misakiensis ingår i släktet Procerea och familjen Syllidae. Inga underarter finns listade i Catalogue of Life.